# مگس‌های کوآزیمودو
مگس‌های کوآزیمودو (نام علمی: Curtonotidae) نام یک تیره از فروراسته مگس‌خانگی‌ریختان است.